# 1939
För andra betydelser, se 1939 (olika betydelser).
1939 (MCMXXXIX) var ett normalår som började en söndag i den gregorianska kalendern.

## Händelser

### Januari
- 1 januari – På Mosaiska församlingens förslag godkänner den svenska regeringen att ta emot omkring 1 000 judar från Tyskland som transitflyktingar. Församlingen får ansvaret för dem och viseringstvång införs för alla utomnordiska flyktingar.
- 2 januari – Den amerikanska tidskriften TIME utser Adolf Hitler till årets man 1938.
- 7 januari – Enligt befolkningskommissionens slutbetänkande krävs det fyra barn per familj för att bibehålla den svenska folkmängden [1].
- 14 januari – Norge gör anspråk på Drottning Mauds land som en norsk besittning [2].
- 17 januari – Tyskland förbjuder judar att gå på bio, teater eller konsert. Körkorten dras in, yrkesförbud införs och barnen kastas ut från skolan. På så vis försöker nationalsocialisterna tvinga ut de 375 000 judar som finns kvar i Tyskland [3].
- 24 januari – En jordbävning med styrkan 8,3 på Richterskalan drabbar Chile. Cirka 30 000 invånare omkommer [4].
- 26 januari – Francisco Francos trupper intar Barcelona [5].
- 30 januari – Adolf Hitler lovar lösning på "judeproblemet" i Tyskland [5].

### Februari

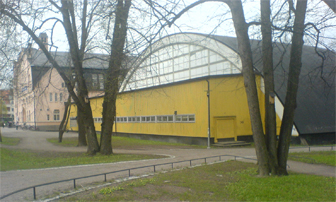
Bollhusmötet

- 2 februari – Kung Gustaf V överlämnar storkorset av Svärdsorden till Hermann Göring på legationen i Berlin [6].
- 17 februari – Studentkåren i Uppsala träffas och kräver i en resolution att Sveriges regering skall avvisa invandring av judiska läkare från Tyskland [7].
- 19 februari – Svenska skådespelaren Ingrid Bergman tecknar kontrakt med Hollywood [7].
- 27 februari – Frankrikes och Storbritanniens regeringar erkänner Francisco Francos regering i Spanien [5].
- Februari – Den svenska regeringen anslår 500 000 kronor till att ta hand om flyktingar. Detta leder till diverse protester i hela Sverige.

### Mars

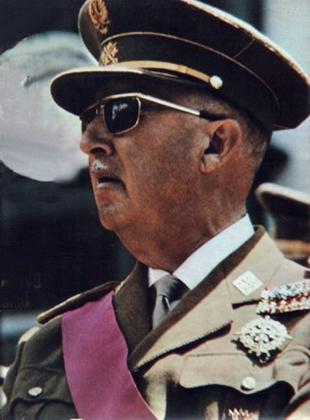
Francisco Franco

- 2 mars – Sedan Pius XI har avlidit, 81 år gammal den 10 februari, väljs kardinal Eugenio Maria Giuseppe Giovanni Pacelli och tar namnet Pius XII [7].
- 5 mars – Sven Selånger, Sverige vinner som förste icke-norsk backhoppningstävlingen i Holmenkollen [7].
- 10 mars – Sveriges regering beslutar att på prov ersätta tyska med engelska som andraspråk i vissa realskolor[1].
- 13 mars – Det svenska politiska partiet Allmänna valmansförbundet byter officiellt namn till Högern [1].
- 14 mars – Det slovakiska provinsparlamentet förklarar Slovakien självständigt. Prästen Jozef Tiso blir landets president.
- 15 mars – Tjeckoslovakien upphör att existera eftersom tyska trupper ockuperar resterande delar av Böhmen och Mähren och riksprotektoratet Böhmen-Mähren skapas [7], medan en tyskvänlig regering insätts i Slovakien.
- 21 mars – I en föredragning för den svenska regeringen framhåller försvarsstabschefen ett anfall från Sovjet som mest troligt i händelse av krig.
- 22 mars – Tyskland annekterar Memelland från Litauen.
- 28 mars
  - Madrid faller för Francisco Francos trupper efter tre års inbördeskrig som kostat ungefär 1,2 miljoner människoliv [7].
  - Den svenska regeringen föreslår åtgärder för att stärka det svenska försvaret.
- 31 mars
  - Storbritanniens premiärminister Neville Chamberlain garanterar Polens självständighet [3].
  - Sverige erkänner Francisco Francos regim i Spanien [8].
- Mars – Studentkåren i Lund ansluter sig till Uppsalakårens resolution.

### April
- 1 april – Spanska inbördeskriget tar slut.
- 5 april – Medlemskap i Hitlerjugend blir obligatoriskt för alla pojkar mellan 10 och 18 år i Tyskland [7].
- 7 april – Italien invaderar Albanien. Kung Zog lämnar landet.
- 15 april – Svenska flottans Skeppsgossekår, inrättad 1685, avvecklas.
- 16 april – Den amerikanske jazzmusikern Duke Ellington ger sin första Sverigekonsert [3].
- 26 april – Storbritannien inför allmän värnplikt [5].
- 29 april – Kryssaren Admiral Hipper tas i bruk av tyska Kriegsmarine.

### Maj
- Maj – I Detective Comics #27 debuterar seriefiguren Batman, skapad av tecknaren Bob Kane och författaren Bill Finger. På svenska blir han även känd som Läderlappen.
- 1 maj – Första maj blir Sveriges första[1] och länge enda borgerliga helgdag.
- 5 maj – Den svenska riksdagen antar en lag som förbjuder arbetsgivare att avskeda kvinnor på grund av graviditet [1], giftermål eller förlovning [6].[förtydliga] De får också två veckors betald ledighet vid förlossning.[källa behövs]
- 7 maj – Spanien lämnar NF.[5]
- 17 maj – Finland, Norge och Sverige avböjer att sluta en icke-anfallspakt med Tyskland.[6]
- 22 maj – Tyskland och Italien undertecknar Stålpakten.[5]
- 23 maj – 26 personer omkommer då amerikanska u-båten USS Sailfish sjunker utanför Hamton Beach, New Hampshire, USA.[9]
- 31 maj – Danmark och Tyskland ingår en icke-angreppspakt[5]

### Juni
- 1 juni – 96 personer omkommer då brittiska u-båten HMS Thetis sjunker utanför Liverpool, England, Storbritannien.[9]
- 3 juni
  - På grund av Sovjetunionens negativa inställning återtar Sveriges regering en proposition om att Sverige och Finland skall försvara Åland tillsammans [1].
  - Sverige inför en ny affärstidslag som säger att butikerna normalt måste stänga klockan 18.00.[6]
- 7 juni – Sveriges riksdag antar lagar om civil beredskap.[1] Allmänna förfogandelagen reglerar hur förnödenheter och tjänster får tas ut av enskilda eller kommuner under krig och andra krisförhållanden.
- 18 juni – Den tyske dramatikern Bertolt Brecht, som flytt till Sverige från nazisterna i Tyskland, slår sig ner på Lidingö[7] efter att tidigare ha bott i Danmark.[6]
- Juni – Den svenska försvarsmakten begär medel för att uppföra skyddsvärn mot främmande angrepp i Skåne och på Gotland.
- 23 juni – Siam byter namn till Thailand.[10]
- 28 juni – Pan American World Airways börjar flyga reguljärt mellan USA och Europa.[3]

### Juli
- 8 juli – 13th Conference of the International Woman Suffrage Alliance äger rum i Köpenhamn.
- 15 juli – Rudolf Harbig, Tyskland sätter med tiden 1.46.6 nytt världsrekord på 800 meter löpning i Milano.[7]
- 20 juli – Den internationella Lingiaden, en slags frisksportsolympiad, anordnas på Stockholms stadion med deltagare från 37-länder till 100-årsminnet av Pehr Henrik Lings död [7]. Svenska Gymnastikförbundet anordnar, och över 7 000 aktiva deltar.[7]
- 27 juli – Gösta Knutsson utkommer med första boken om katterna i Uppsala, Pelle Svanslös på äventyr.[6]
- Juli – De första värnen i den svenska försvarslinjen Per Albinlinjen uppförs i Skåne.

### Augusti
- 1 augusti – Glenn Miller spelar in låten In the Mood på skiva.[3]
- 8 augusti – En urtima (extra) riksdag öppnas i Stockholm.
- 12 augusti – Filmen Trollkarlen från Oz har världspremiär.

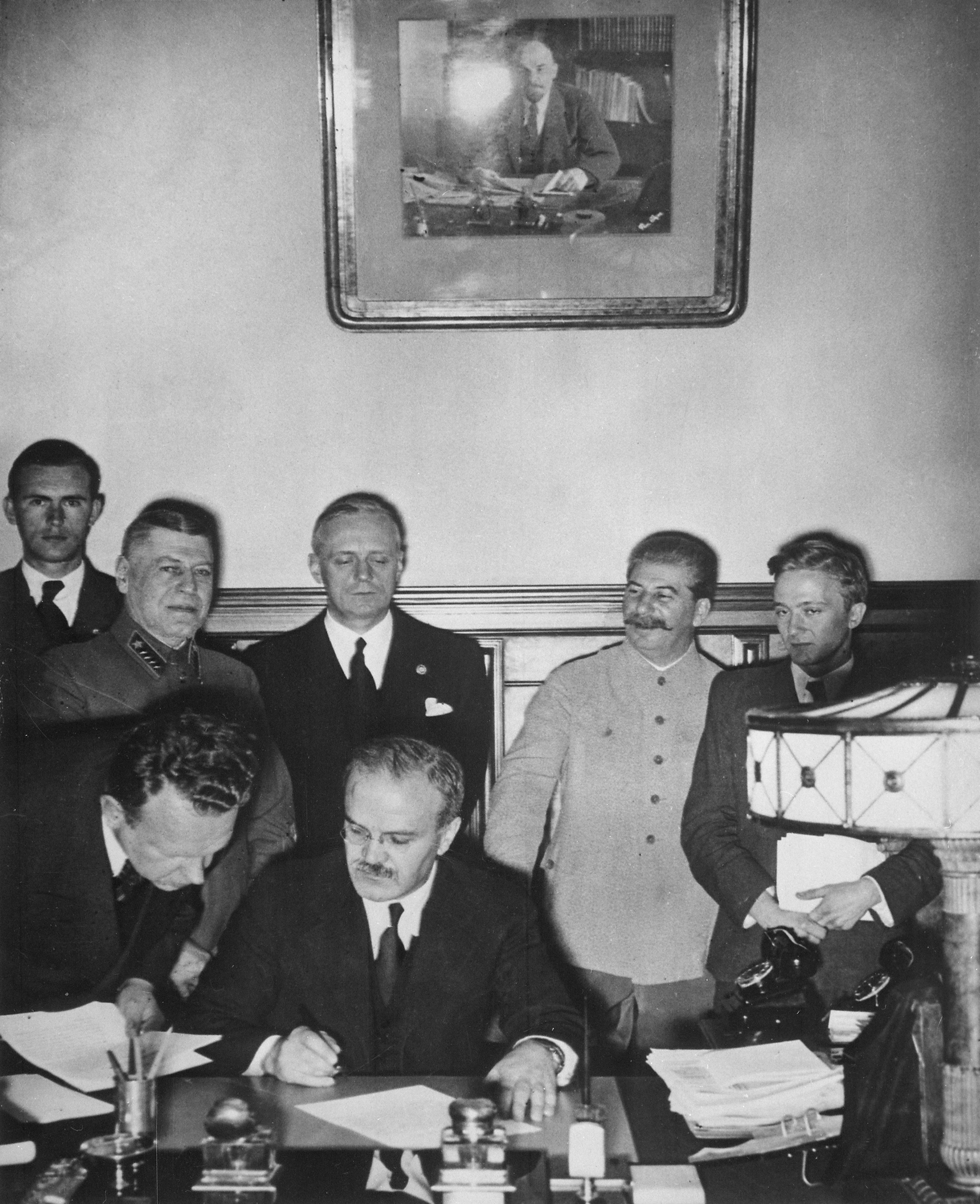
Molotov-Ribbentrop-pakten.

- 23 augusti – I Moskva ingår Sovjetunionen och Tyskland en icke-angreppspakt.[7]
- 27 augusti
  - Sveriges statsminister Per Albin Hansson håller på Skansen ett direktsänt radiotal om det svenska försvaret där han bland annat hävdar att "Sveriges beredskap är god".[6]
  - Omfattande inkallelser till svenska flottan och kustartilleriet genomförs.[1]
  - Skånska gymnastikdirektören Sally Bauer simmar som första svensk över Engelska kanalen på 15 timmar och 22 minuter.[7]
  - Världens första jetdrivna flygplan Heinkel He 178 genomför sin premiärflygning.[5]
- 31 augusti – 18 arbetare dödas då brospannet till under byggnad varande Sandöbron över Ångermanälven rasar.[3]

### September
- 1 september

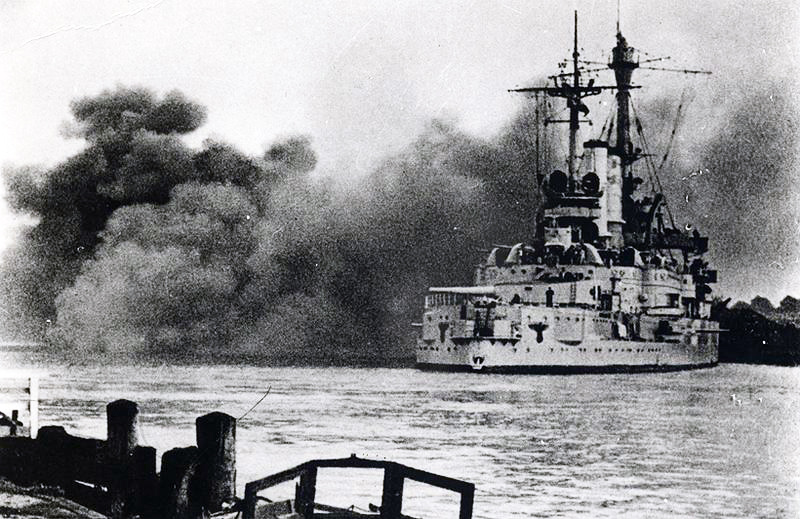
Andra världskriget börjar.

  - Tyskland invaderar Polen klockan 04.45 på morgonen.[7]
  - Sveriges regering utfärdar deklarationen "Regeringen har funnit gott att förklara att det under det krig som utbrutit mellan Polen och det tyska riket skall iakttaga fullständig neutralitet" .[6]
- 3 september
  - Frankrike och Storbritannien förklarar krig mot Tyskland[7], och inleder Andra världskriget. Även Australien och Nya Zeeland förklarar Tyskland krig. Sverige förklarar sig neutralt.[1]
  - Den brittiska passagerarbåten Athenia anfalls utan varning av en tysk ubåt och sänks.
  - USA förklarar sig neutralt i det pågående kriget.
- 10 september – Kanada förklarar krig mot Tyskland.
- 17 september – Sovjetunionen invaderar östra Polen.[7]
- 24 september – Lastångaren S/S Gertrud Bratt torpederas på Skagerack och blir därmed det första svenska fartyg som sänks under andra världskriget.
- 27 september – Polen kapitulerar[5], Warszawa faller för tyskarna.
- 28 september
  - Sovjetunionen och Tyskland gör upp om delningen av Polen.[5]
  - Ett avtal mellan Estland och Sovjetunionen ger Sovjetunionen rätt att ha militärbaser i Estland.
- 29 september – Polen kapitulerar till Tyskland och Sovjetunionen, som delar landet mellan sig. Därmed upphör Polen att existera.
- September – Tre polska ubåtar flyr från polskt vatten till Sverige, där de blir kvar under resten av kriget.

### Oktober

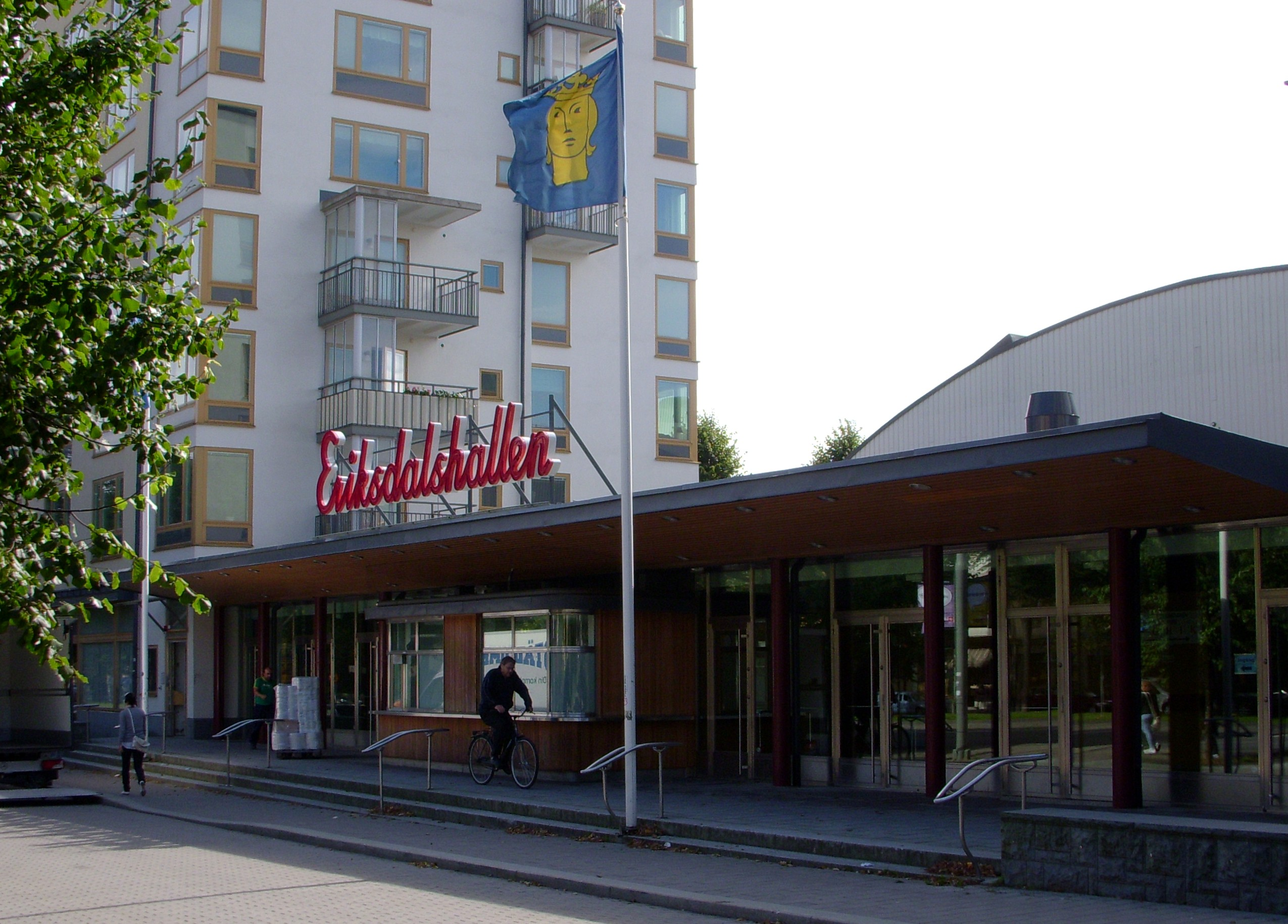
Eriksdalshallen

- 1 oktober – Sista polska bastionen, Hela, kapitulerar.
- 2 oktober – Filmen Landstormens lilla Lotta med Sickan Carlsson har biopremiär.[3]
- 5 oktober – Rysk-lettisk överenskommelse ger ryssarna militärbaser i Lettland.
- 11 oktober
  - Eriksdalshallen i Stockholm invigs.
  - USA:s president Franklin D. Roosevelt erhåller ett brev från Albert Einstein, som uppmanar USA att skyndsamt utveckla en atombomb med användande av uran. Detta leder till att Manhattanprojektet startas.
  - Ryskt-litauiskt avtal ger ryssarna militärbaser i Litauen.
- 14 oktober – Det svenska folkhushållningsdepartementet återupprättas.[1] Det får ansvar för ransonering och reglering av framförallt livsmedel, energi och råvaror.
- 18–19 oktober – Sveriges kung Gustaf V, Kristian X av Danmark och Håkon VII av Norge samt Finlands president Kyösti Kallio möts i Stockholm för att visa enighet och neutralitet gentemot de krigförande i Europa, och uppslutning på Finlands sida i förhandlingarna med Sovjetunionen.[7]
- 19 oktober – Finlands begäran om ett militärt förbund mellan de nordiska länderna avslås.
- 27 oktober – Ransoneringskort på livsmedel börjar utdelas i Sverige[7] som en beredskap inför eventuell ransonering.[6]
- 31 oktober – Sovjetunionen tillkännager krav på Finland.[5]

### November
- 8 november – Adolf Hitler undgår knappt ett mordförsök i samband med 16-årsfirandet av Ölkällarkuppen.
- 11 november – Ture Nermans antinazistiska tidning Trots Allt! tas i beslag för smädliga omdömen om Adolf Hitler.[1]

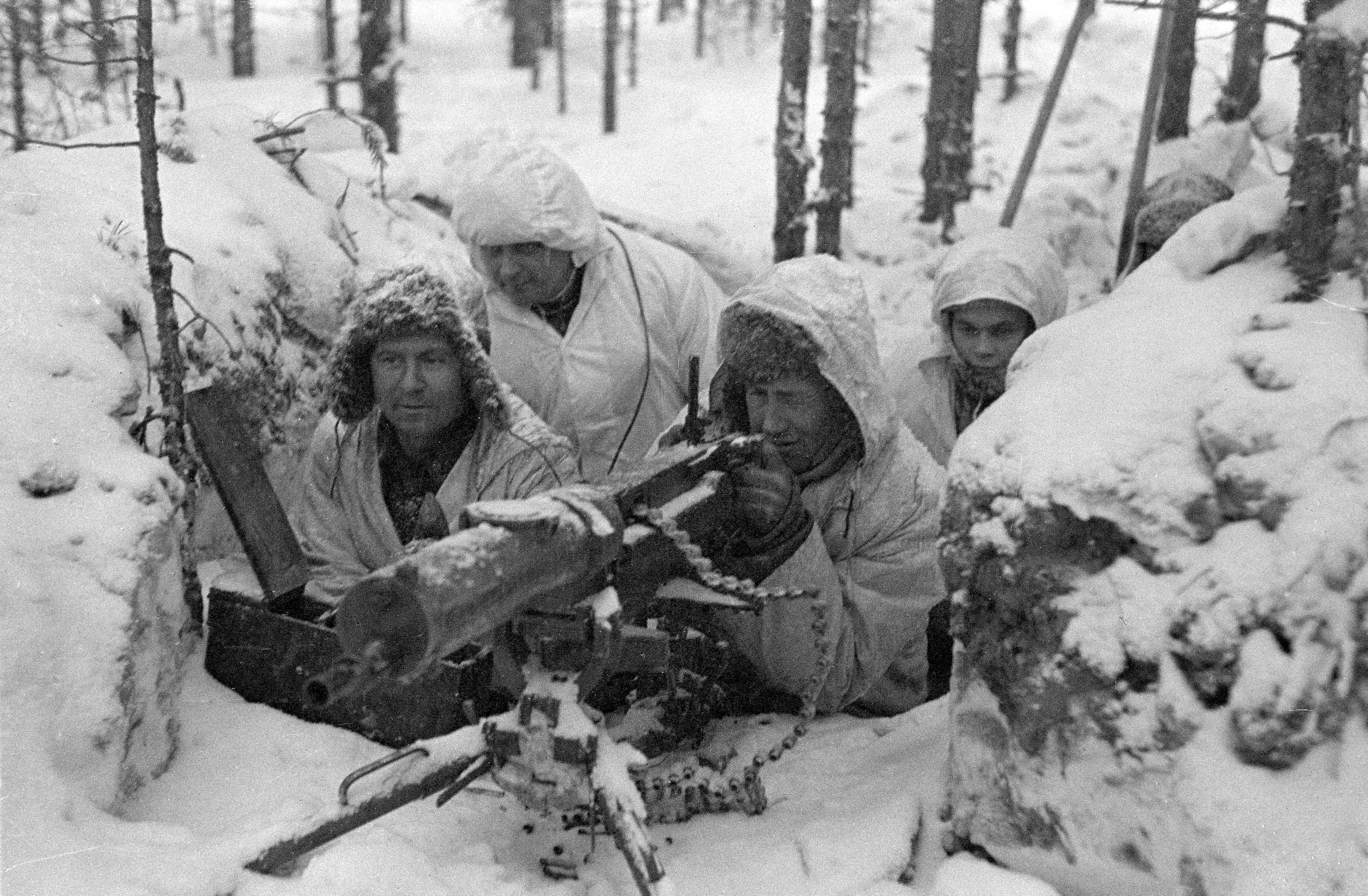
Finska vinterkriget.

- 30 november – Sovjetunionen anfaller Finland med att angripa finländska städer med bombflygplan, och startar därmed Finska vinterkriget [7]. I Sverige förbereds stora hjälpinsatser.[6] Förutom Helsingfors anfalls även Viborg och Hangö, och de sovjetiska soldaterna går över gränsen men stöter på hårt motstånd.[3] Sverige förklarar sig som icke-krigförande part.

### December

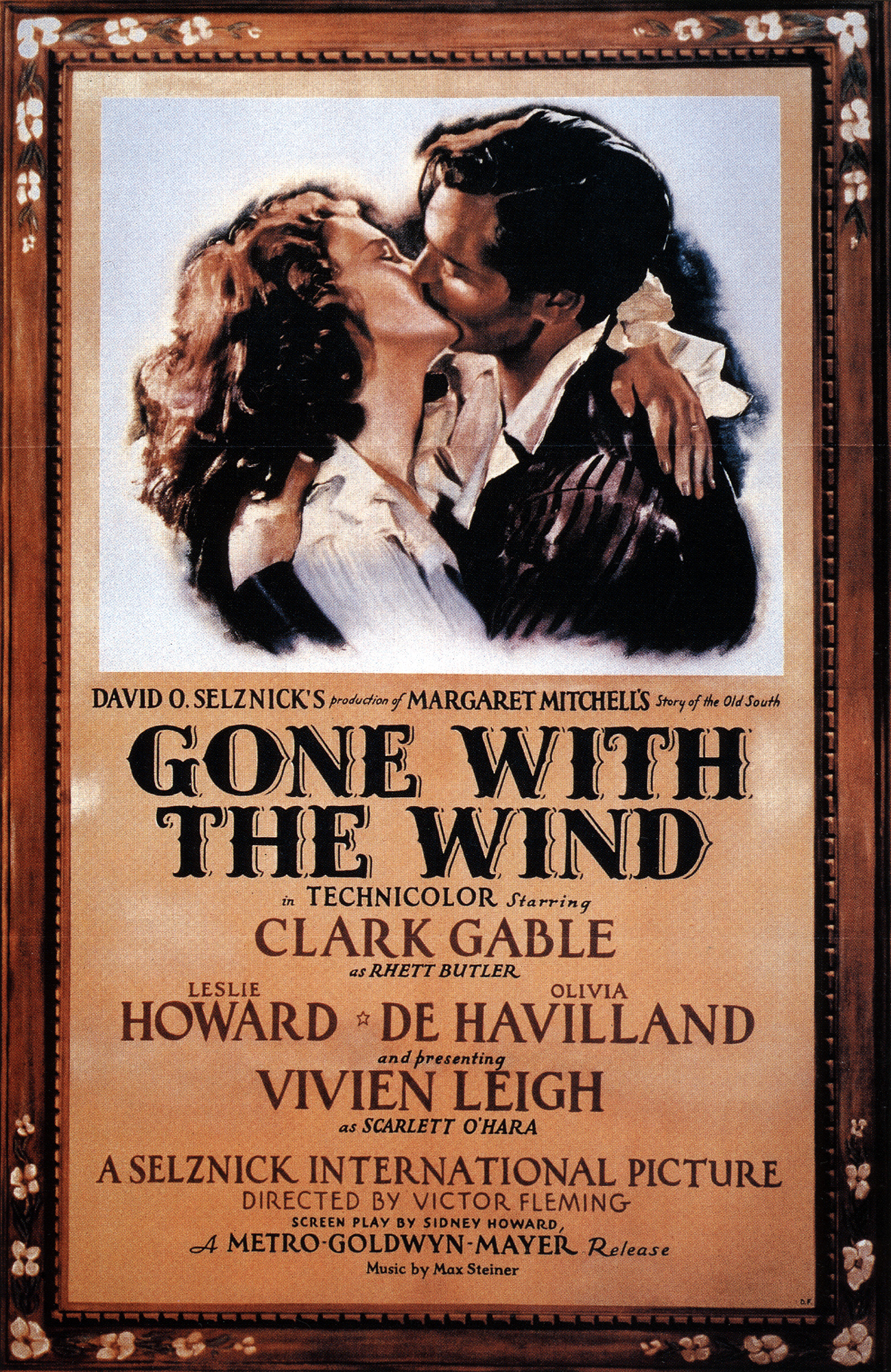
Borta med vinden

- December – Den 163:e sovjetiska divisionen förintas av finländska styrkor vid Suomussalmi i Finland.

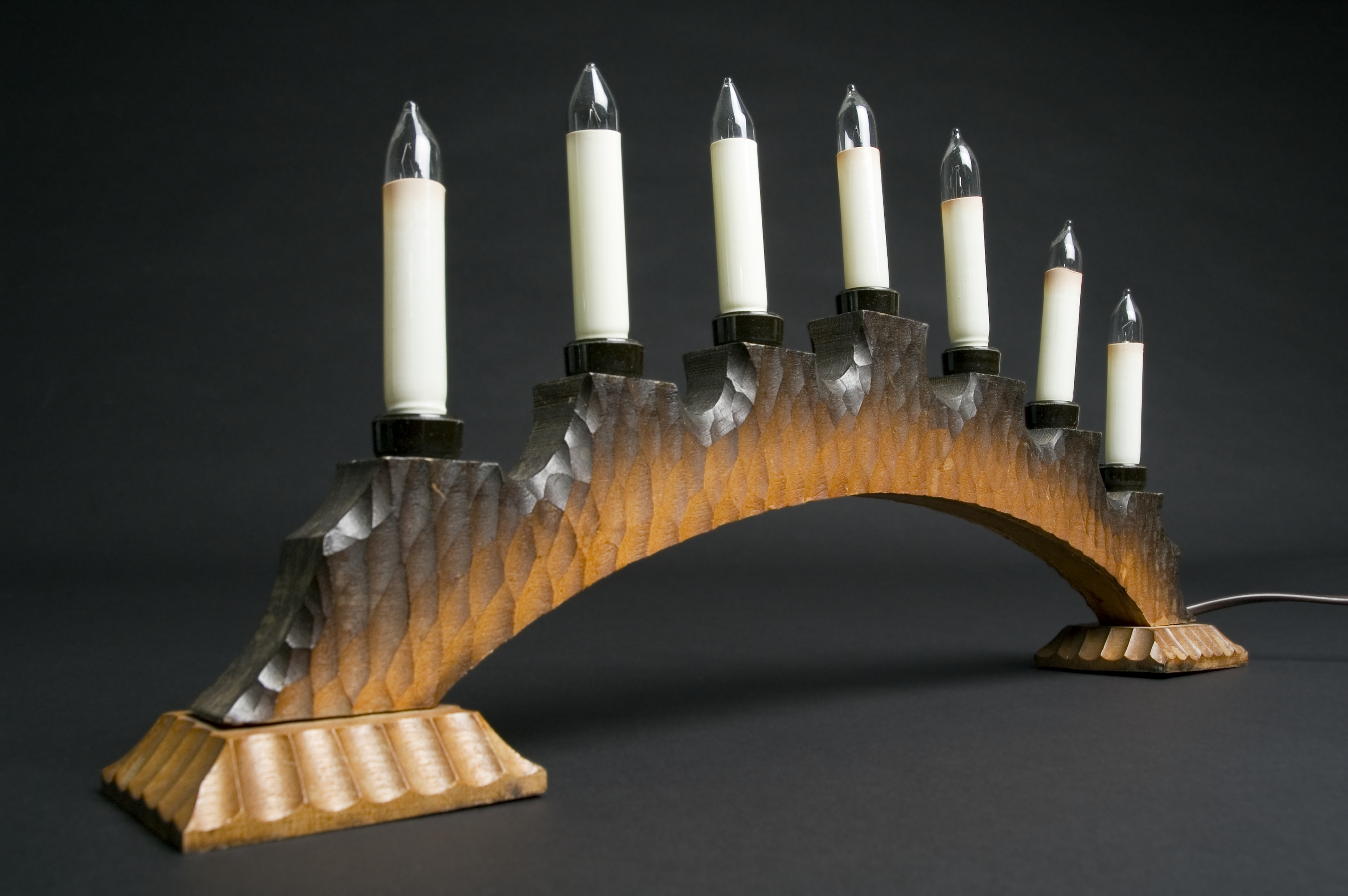
Elektrisk adventsljusstake första modellen från 1939.

- 1 december – Risto Ryti, chef för Finlands Bank, bildar en nationell samlingsregering i Finland.[7]
- 2 december – De svenska kommunisttidningarna Ny Dag och Arbetartidningen får var sitt nummer belagt med kvarstad.[6]
- 3 december – Elektrisk adventsljusstake lanseras i Sverige.
- 6 december – Ett stort opinionsmöte hålls i Stockholm för Finland, vilket inleder ett exempellöst engagemang för Finlands sak, främst genom insamlingar.[1]
- 7 december – Slaget vid Suomussalmi börjar.
- 8 december – Den svenska nationalinsamlingen för Finland börjar sin verksamhet. Slutsumman blir 490 miljoner kronor, vilket är mer än den finländska statsbudgeten.
- 9 december – Generallöjtnant Olof Thörnell blir Sveriges förste överbefälhavare.[7]
- 12 december – Den svenska regeringen godkänner en frivilligkår till Finland.
- 13 december
  - Med anledning av det pågående andra världskriget bildas en samlingsregering i Sverige bestående av alla politiska partier i Sveriges riksdag utom SKP och med Per Albin Hansson som statsminister[7] för att visa nationell enighet.[6]
  - Det svenska pansarskeppet "Manligheten" exploderar av ett minsvep, varigenom 4 matroser dödas (en korpral och tre meniga) och 13 skadas.
- 14 december – Sovjetunionen utesluts ur Nationernas förbund för sitt anfall på Finland.
- 15 december – Filmen Borta med vinden, baserad på Margaret Mitchells roman med samma namn, har biopremiär i USA.[7]
- 21 december – Den svenska frivilligkåren till Finland börjar organiseras[1] och består till slut av 10 000 man.
- 22 december – 196 personer omkommer vid en tågolycka i Genthin, Tyskland då två snälltåg kolliderar.[9]
- 27 december – En jordbävning med styrkan 7,8 på Richterskalan drabbar östra Turkiet. Cirka 32 000 invånare omkommer och staden Erzincan blir svårt skadad.[4]
- 31 december – Vid nyårsfirandet på Skansen läses Nyårsklockan av skådespelaren Arnold Sjöstrand.

### Okänt datum
- Tio miljoner personer blir hemlösa, svälter eller drunknar vid översvämningarna i norra Kina [4][4].
- Sverige inför recepttvång på amfetamin [11].
- Den svenska försvarsstaben begär 7,9 miljoner kronor för anläggandet av befästningar i Skåne. Regeringen beviljar 4 miljoner.
- En minoritet inom den svenska regeringen, ledd av utrikesministern, vill förverkliga Ålandsplanen, medan majoriteten avvisar detta och meddelar finska regeringen om detta.
- Disciplinkompanier införs i Sverige för att isolera inkallade som anses nationellt opålitliga. Kommunister drabbas, men även nazister i händelse av krig med Tyskland.
- Statens jordbruksnämnd ombildas till Statens livsmedelskommission. Den handhar frågor om Sveriges försörjning av livsmedel, fodermedel och gödningsmedel.
- Staten övertar ägandet av Svenska Penninglotteriet AB. Det var tidigare privatägt men kontrollerat av staten.
- De svenska landstormskvinnornas föreningar ombildas till lottakårer.
- Kommunala tjänstepliktslagen antas i Sverige. Den reglerar den civila hälso- och sjukvårdspersonalens tjänstgöringsskyldigheter.
- Samfundet Nordens Frihet bildas för att värna om Nordens oberoende och bistå Finland.
- Producentbidrag för småbrukare införs i Sverige.
- Den svenska valutalagen antas och valutareglering införs. Syftet är att kontrollera och begränsa möjligheterna att föra valutor, värdepapper och kapital över statsgränsen.
- Den svenska kronan devalveras med 30 procent.
- Den svenska maximiprislagen antas.
- Svenska staten anslår 400 000 kronor för att bygga fasta ordentliga skolor för samebarn.
- Frank W. Cyr anordnar USA:s första federala skolbussystem.
- I Sverige får Hugo Hammarström tillstånd att starta "Stockholms folkskolor sångklasser" i Adolf Fredriks skola. Det börjar med två klasser, "sångavdelningar", i folkskolans årskurs 3.
- Samtliga svenska tågbolag förstatligas genom ett riksdagsbeslut och tillfaller Statens Järnvägar.

## Födda

### Första kvartalet

#### Januari
- 2 januari – Jim Bakker, amerikansk TV-evangelist.
- 3 januari – Bobby Hull, kanadensisk ishockeyspelare. (död 2023)
- 7 januari – Birgitta Pettersson, svensk skådespelare.
- 10 januari
  - Sal Mineo, amerikansk skådespelare. (död 1976)
  - Scott McKenzie, amerikansk musiker. (död 2012)
- 15 januari – Per Ahlmark, svensk politiker, ledare för Folkpartiet 1975–1978[1]. (död 2018)
- 16 januari – Christodoulos, ärkebiskop och primas över Greklands autocefala kyrka. (död 2008)
- 19 januari – Phil Everly, amerikansk musiker, medlem i duon The Everly Brothers. (död 2014)
- 20 januari – Paul Coverdell, amerikansk republikansk politiker, senator 1993–2000. (död 2000)
- 23 januari – Sonny Chiba, japansk skådespelare. (död 2021)
- 25 januari – Gabriel Romanus, svensk folkpartistisk politiker och socialminister.
- 28 januari
  - John M. Fabian, amerikansk astronaut.
  - Pratapsingh Rane, indisk politiker, chefsminister i Goa.
- 30 januari – Frank Wolf, amerikansk republikansk politiker, kongressledamot 1981–2015.

#### Februari
- 1 februari
  - Paul Gillmor, amerikansk republikansk politiker, kongressledamot 1989–2007. (död 2007)
  - Jekaterina Maksimova, rysk ballerina. (död 2009)
- 3 februari – Michael Cimino, amerikansk regissör, producent och manusförfattare. (död 2016)
- 6 februari – Mike Farrell, amerikansk skådespelare känd från bland annat TV-serien M*A*S*H.
- 13 februari – Valerij Rozjdestvenskij, sovjetisk kosmonaut. (död 2011)
- 21 februari – Börje Ahlstedt, svensk skådespelare.
- 23 februari – Roland Kadefors, svensk forskare.
- 27 februari
  - Antoinette Sibley, brittisk ballerina.
  - Peter Revson, amerikansk racerförare. (död 1974)
- 28 februari
  - Daniel C. Tsui, kinesisk-amerikansk fysiker, nobelpristagare.
  - Pelle Berglund, svensk filmregissör.

#### Mars
- 1 mars – Leo Brouwer, kubansk kompositör och dirigent.
- 5 mars – Benyamin Sueb, indonesisk skådespelare. (död 1995)
- 7 mars – Marianne von Baumgarten, svensk redaktör och journalist. (död 2025)
- 8 mars – Mike Lowry, amerikansk demokratisk politiker, guvernör i Washington 1993–1997. (död 2017)
- 10 mars – Fred Gunnarsson, svensk skådespelare. (död 1979)
- 13 mars – Neil Sedaka, amerikansk sångare och låtskrivare.
- 14 mars
  - Lars Gunnar Erlandson, svensk utrikeskorrespondent.
  - William B. Lenoir, amerikansk astronaut. (död 2010)
- 15 mars – Ted Kaufman, amerikansk demokratisk politiker, senator 2009–2010.
- 17 mars – Giovanni Trapattoni, italiensk fotbollstränare.
- 19 mars – Sune Eriksson, åländsk politiker (liberal).
- 21 mars – Christer Boustedt, svensk musiker och skådespelare. (död 1986)
- 28 mars – Zdenek Sverák, tjeckisk manusförfattare och skådespelare.

### Andra kvartalet

#### April
- 2 april – Marvin Gaye, amerikansk blues– och R&B–sångare. (död 1984)
- 4 april
  - JoAnne Carner, amerikansk golfspelare.
  - Darlene Hooley, amerikansk demokratisk politiker, kongressledamot 1997–2009.
- 7 april – Francis Ford Coppola, amerikansk filmregissör.
- 8 april – Elizabeth Clare Prophet, ledare inom New Age. (död 2009)
- 9 april – Berit Gullberg, svensk författare och teaterförläggare.
- 13 april
  - Seamus Heaney, irländsk författare, nobelpristagare. (död 2013)
  - Paul Sorvino, amerikansk skådespelare. (död 2022)
- 15 april – Claudia Cardinale, italiensk skådespelare.
- 16 april – Dusty Springfield, brittisk sångare. (död 1999)
- 19 april
  - Inga-Britt Ahlenius, svensk revisor och politiker.
  - Ali Khamenei, Irans högsta ledare, Ayatollah från 1989.
- 20 april
  - Elspeth Ballantyne, australisk skådespelare.
  - Peter S. Beagle, amerikansk författare.
  - Gro Harlem Brundtland, norsk statsminister 1981, 1986–1989 och 1990–1996, chef för WHO 1998–2003.
- 22 april – Sven Yrvind, svensk seglare och segelbåtskonstruktör.
- 23 april – Stanisław Wielgus, polsk romersk-katolsk ärkebiskop.
- 27 april – Stanisław Dziwisz, polsk kardinal, ärkebiskop av Kraków.

#### Maj
- 4 maj – Amos Oz, israelisk författare, professor och samhällsdebattör. (död 2018)
- 7 maj
  - Ruggero Deodato, italiensk skräckfilmsregissör. (död 2022)
  - José Antonio Abreu, venezuelansk dirigent, pianist och politiker. (död 2018)
- 11 maj – Ardy Strüwer, svensk konstnär, komiker och manusförfattare. (död 2023)
- 13 maj – Harvey Keitel, amerikansk skådespelare.
- 14 maj
  - Bernard Bachrach, amerikansk historiker. (död 2023)
  - Sven Olov Finnberger, svensk affärsman.
- 18 maj
  - Patrick Cormack, brittisk konservativ politiker. (död 2024)
  - Giovanni Falcone, italiensk domare. (död 1992)
- 30 maj – Iwar Wiklander, svensk skådespelare.

#### Juni
- 3 juni – Rihko Haarlaa, finländsk skogsvetare.
- 6 juni – Jet Harris, brittisk musiker. (död 2011)
- 15 juni – Anatolij Kim, rysk författare.
- 19 juni
  - Inger Axö, svensk skådespelare och sångare. (död 1986)
  - Yvonne Axö, svensk skådespelare och sångare. (död 2013)
- 23 juni – Arne Lifmark, svensk regissör och manusförfattare.
- 25 juni – Östen Braathen, svensk skådespelare, klippare och TV-regissör.

### Tredje kvartalet

#### Juli
- 1 juli – Karen Black, amerikansk skådespelare. (död 2013)
- 2 juli
  - Michael Castle, amerikansk republikansk politiker. (död 2025)
  - John H. Sununu, amerikansk republikansk politiker och programledare.
- 5 juli – Karin Ekström, svensk skådespelare.
- 16 juli – Ruth Perry, liberiansk politiker, tillförordnad president 1996–1997. (död 2017)
- 21 juli – John Negroponte, amerikansk diplomat och politiker.
- 24 juli – Christian Kampmann, dansk författare och journalist. (död 1988)
- 26 juli – John Howard, australisk politiker, premiärminister 1996–2007.
- 28 juli – Gösta Ekman, svensk skådespelare. (död 2017)
- 31 juli
  - Susan Flannery, amerikansk skådespelare.
  - France Nuyen, fransk skådespelare.

#### Augusti
- 2 augusti – Wes Craven, amerikansk filmregissör, producent och manusförfattare. (död 2015)
- 5 augusti – Irene, nederländsk prinsessa.
- 7 augusti
  - Mickey Kantor, amerikansk demokratisk politiker, USA:s handelsminister 1996–1997.
  - Siewert Öholm, svensk programledare i TV. (död 2017)
- 9 augusti – Romano Prodi, italiensk politiker, president för EU-kommissionen 1999–2004.
- 14 augusti – Inger Taube, svensk fotomodell och skådespelare. (död 1996)
- 16 augusti – Valerij Rjumin, sovjetisk kosmonaut. (död 2022)
- 17 augusti
  - Gun Carlson, åländsk politiker (centerpartist).
  - Ed Sanders, amerikansk sångare, poet och konstnär, medlem i The Fugs.
- 19 augusti – Ginger Baker, brittisk trummis, medlem i Cream. (död 2019)
- 21 augusti – Lennart Norbäck, svensk skådespelare, produktionsledare och regiassistent.
- 20 augusti – John Peel, brittisk musikproducent och radioman. (död 2004)

#### September
- 1 september
  - Carl-Axel Dominique, svensk kompositör och musiker.
  - Lily Tomlin, amerikansk skådespelare.
- 4 september – Jan Halldoff, svensk filmregissör. (död 2010)
- 5 september
  - George Lazenby, australisk skådespelare.
  - Clay Regazzoni, schweizisk racerförare. (död 2006)
  - Roland Janson, svensk skådespelare. (död 2019)
- 12 september – Henry Waxman, amerikansk demokratisk politiker, kongressledamot 1975–2015.
- 13 september
  - Bill Janklow, amerikansk republikansk politiker, guvernör i South Dakota 1979–1987 och 1995–2003. (död 2012)
  - Richard Kiel, amerikansk skådespelare, mest känd som Jaws i James Bond–filmerna. (död 2014)
- 18 september – Jorge Sampaio, portugisisk politiker, president 1996–2006. (död 2021)
- 22 september – Alla Sizova, rysk ballerina. (död 2014)
- 27 september – Kathy Whitworth, amerikansk golfspelare. (död 2022)
- 29 september – Isabel Parra, chilensk folkmusiker.
- 30 september
  - Len Cariou, kanadensisk skådespelare.
  - Sven-Olof Petersson, svensk musiker (saxofon), medlem i Sven-Ingvars 1962–1986.

### Fjärde kvartalet

#### Oktober
- 2 oktober – Jurij Glazkov, sovjetisk kosmonaut. (död 2008)
- 3 oktober – Göran Sonnevi, svensk poet och översättare.
- 4 oktober – Jackie Collins, amerikansk författare, skådespelare och producent. (död 2015)
- 8 oktober – Paul Hogan, australisk skådespelare.
- 10 oktober – Joseph R. Pitts, amerikansk republikansk politiker, kongressledamot 1997–2017.
- 12 oktober – Dicky Zulkarnaen, indonesisk skådespelare. (död 1995)
- 13 oktober – T.J. Cloutier, amerikansk pokerspelare.
- 14 oktober – Ralph Lauren, amerikansk modedesigner.
- 18 oktober – Lee Harvey Oswald, amerikansk antagen mördare av John F. Kennedy. (död 1963)
- 22 oktober
  - George Cohen, engelsk fotbollsspelare. (död 2022)
  - Tony Roberts, amerikansk skådespelare. (död 2025)
- 23 oktober – Ami Priyono, indonesisk skådespelare. (död 2001)
- 24 oktober – F. Murray Abraham, amerikansk skådespelare.
- 27 oktober – John Cleese, brittisk skådespelare.
- 28 oktober – Jane Alexander, amerikansk skådespelare.
- 31 oktober – Ron Rifkin, amerikansk skådespelare.

#### November
- 1 november – Bernard Kouchner, fransk läkare och politiker.
- 2 november – Richard Serra, amerikansk konstnär, skulptör. (död 2024)
- 18 november
  - Margaret Atwood, kanadensisk författare.
  - Brenda Vaccaro, amerikansk skådespelare.
- 21 november – Mulayam Singh Yadav, indisk politiker. (död 2022)
- 23 november – Betty Everett, amerikansk sångare. (död 2001)
- 24 november – Marit Paulsen, svensk författare, samhällsdebattör och folkpartistisk politiker. (död 2022)
- 26 november
  - Abdullah Ahmad Badawi, malaysisk politiker, premiärminister 2003–2009. (död 2025)
  - Tina Turner, amerikansk sångare. (död 2023)
- 27 november – Ulla Strömstedt, svensk skådespelare. (död 1986)

#### December
- 1 december – Lee Trevino, amerikansk golfspelare.
- 10 december – Yvonne Ingdahl, dansk skådespelare. (död 2022)
- 11 december
  - Gösta Engström, svensk skådespelare, scenograf, rekvisitör, manusförfattare och passare.
  - Tom Hayden, amerikansk radikal och politiker. (död 2016)
- 26 december – Phil Spector, amerikansk musikproducent. (död 2021)
- 24 december – Dean Corll, amerikansk seriemördare. (död 1973)
- 27 december
  - Christer Glenning, svensk TV-programledare och biljournalist. (död 1998)
  - John Amos, amerikansk skådespelare. (död 2024)
- 28 december – Conny Andersson, svensk racerförare.

## Avlidna

### Första kvartalet

#### Januari
- 1 januari – Albin Belar, 74, slovensk seismolog, naturforskare, miljökämpe och uppfinnare.
- 9 januari – Kirtland I. Perky, 71, amerikansk demokratisk politiker och jurist, senator 1912–1913.
- 15 januari – Kullervo Manner, 58, finländsk journalist och politiker.
- 18 januari – Hjalmar Peters, 63, svensk skådespelare.
- 20 januari – Gunnar Jeanson, 40, svensk musikhistoriker.
- 25 januari – Aleksandr Lukomskij, 70, rysk militär.
- 26 januari – Newell Sanders, 88, amerikansk affärsman och republikansk politiker, senator 1912–1913.
- 28 januari – William Butler Yeats, 73, irländsk författare, nobelpristagare.

#### Februari
- 3 februari – Frederick Steiwer, 55, amerikansk republikansk politiker, senator 1927–1938.
- 4 februari – Edward Sapir, 55, amerikansk antropolog och lingvist.
- 10 februari
  - Pius XI, född Ambrogio Damiano Achille Ratti, 81, påve sedan 1922[7].
  - Lili Ziedner, 53, svensk skådespelare.
- 27 februari – Nadezjda Krupskaja, 70, rysk revolutionär, Lenins hustru.

#### Mars

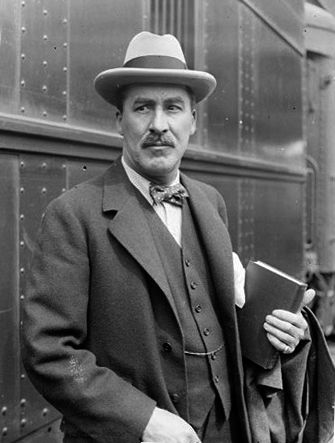
Den brittiske arkeologen Howard Carter avled den 2 mars, 64 år gammal.

- Den brittiske arkeologen Howard Carter avled den 2 mars, 64 år gammal.2 mars – Howard Carter, 64, brittisk arkeolog.
- 6 mars – Ferdinand von Lindemann, 86, tysk matematiker.
- 7 mars – William P. Jackson, 71, amerikansk republikansk politiker, senator 1912–1914.
- 13 mars – Lucien Lévy-Bruhl, 81, fransk antropolog och filosof.
- 16 mars – Frank Fitzgerald, 54, amerikansk republikansk politiker, guvernör i Michigan 1935–1937 och 1939.
- 28 mars – Gösta Theslöf, 66, finländsk militär.
- 29 mars – Gerardo Machado, 67, Kubas president 1925–1933.
- 31 mars – Johan Petter Åhlén, 59, svensk företagsledare, grundare av företaget Åhlén och Holm.

### Andra kvartalet

#### April
- 1 april – Anton Makarenko, 51, sovjetisk pedagog.
- 4 april – Ghazi, 27, kung av Irak sedan 1933.
- 21 april – Wilhelm Kroll, 69, tysk klassisk filolog.
- 23 april – Maria Gabriella Sagheddu, 25, italiensk trappistnunna och bekännare.
- 24 april – Harald Scavenius, 65, dansk politiker, Danmarks utrikesminister 1920–1922.

#### Maj
- 4 maj – Erik Johansson, 47, svensk skådespelare.
- 5 maj – Clara Schønfeld, 82, dansk skådespelare.
- 6 maj – Konstantin Somov, 69, rysk målare.
- 17 maj – Selim A. Lindqvist, 71, finländsk arkitekt.
- 25 maj – Ellen Jolin, 84, svensk författare, målare och grafiker.

#### Juni
- 5 juni – Arvi Järventaus, 55, finländsk präst och författare.
- 25 juni – Richard Seaman, 26, brittisk racerförare.
- 26 juni – Ford Madox Ford, 65, brittisk författare.
- 29 juni – Mehmed Spaho, 56, jugoslavisk politiker.

### Tredje kvartalet

#### Juli
- 7 juli
  - Axel Hägerström, 70, svensk filosof.
  - Claude A. Swanson, 77, amerikansk demokratisk politiker.
- 14 juli – Alfons Mucha, 78, tjeckisk konstnär.
- 15 juli – Eugen Bleuler, 82, schweizisk psykiater.

#### Augusti
- 7 augusti – Eino Rautavaara, 63, finländsk operasångare (baryton).
- 11 augusti – Jean Bugatti, 30, italiensk-fransk bilkonstruktör.
- 23 augusti – Eugène-Henri Gravelotte, 63, fransk fäktare.

#### September
- 2 september – Zeno J. Rives, 65, amerikansk republikansk politiker, kongressledamot 1905–1907.
- 15 september – Lawrence Y. Sherman, 80, amerikansk republikansk politiker och jurist, senator 1913–1921.
- 20 september – Tadeusz Dołęga-Mostowicz, 41, polsk romanförfattare
- 22 september – Werner von Fritsch, 59, tysk militär, arméchef 1935–1938.
- 23 september – Sigmund Freud, 83, österrikisk psykiater.

### Fjärde kvartalet

#### Oktober
- 3 oktober – M.M. Logan, 65, amerikansk demokratisk politiker och jurist, senator 1931–1939.
- 7 oktober – Harvey Cushing, 70, amerikansk hjärnkirurg.
- 16 oktober – Ludolf Nielsen, 63, dansk kompositör.
- 23 oktober – Zane Grey, 67, amerikansk författare.

#### November
- 7 november – William E. Chilton, 81, amerikansk demokratisk politiker, senator 1911–1917.
- 25 november – Elbert Lee Trinkle, 63, amerikansk demokratisk politiker, guvernör i Virginia 1922–1926.
- 28 november – James Naismith, 78, kanadensisk läkare och pedagog, upphovsman till basketboll.
- 30 november – Béla Kun, 52, ungersk politiker.

#### December
- 1 december – Jorma Gallen-Kallela, 41, finländsk konstnär.
- 3 december – Prinsessan Louise, hertiginna av Argyll, 91, brittisk prinsessa, dotter till Viktoria av Storbritannien och Albert av Sachsen-Coburg-Gotha.
- 4 december – Wu Peifu, 65, kinesisk krigsherre.
- 12 december – Olaf Amundsen, 63, norsk politiker, Norges justitieminister 1921–1922.
- 17 december – Einar Billing, 68, svensk teolog, biskop i Västerås stift 1920–1939.
- 18 december – Bruno Liljefors, 79, svensk konstnär[1].
- 19 december – Gunnar Isachsen, 71, norsk polarfarare.
- 20 december – Hans Langsdorff, 45, tysk marinofficer.
- 22 december – Ma Rainey, 53, amerikansk bluesartist, "bluesens moder".
- 23 december – Anthony Fokker, 49, nederländsk flygplanskonstruktör och tillverkare.
- 24 december – Walter Gordon, 46, tysk fysiker.
- 29 december
  - Johannes Irgens, 70, norsk diplomat och politiker, Norges utrikesminister 1910–1913.
  - Madeleine Pelletier, 65, fransk läkare och feminist.
- 31 december – Frank Benson, 81, brittisk skådespelare och teaterledare.

## Nobelpris[12]
- Fysik – Ernest Lawrence, USA
- Kemi
  - Adolf Butenandt, Tyskland
  - Leopold Ruzicka, Schweiz
- Medicin – Gerhard Domagk, Tyskland
- Litteratur – Frans Eemil Sillanpää, Finland
- Fred – Inget pris utdelades

### Fotnoter
1. 1 2 3 4 5 6 7 8 9 10 11 12 13 14 15  Hundra år i Sverige – 1939, Hans Dahlberg, Albert Bonniers, 1999
2. ↑  ”World Statesmen (läst 11 april 2011)”. http://www.worldstatesmen.org/Queen_Maude_Land.html.
3. 1 2 3 4 5 6 7 8  100 år med Aftonbladet – 1939, 1999
4. 1 2 3 4  Faktakalendern 2006, Semic, 2005
5. 1 2 3 4 5 6 7 8 9 10 11  Faktakalendern 2000 – 1939 (Utlandet) , Semic, 1999
6. 1 2 3 4 5 6 7 8 9 10 11 12  Sverige 1900-talet – 1939, NE, Bra Böcker, 2000
7. 1 2 3 4 5 6 7 8 9 10 11 12 13 14 15 16 17 18 19 20 21 22 23 24  20:e århundrades När Var Hur – 1939, Bernt Himmelstedt, Forum, 1999
8. ↑  Faktakalendern 2000 – 1939 (Sverige), 1999
9. 1 2 3  Faktakalendern 1996, Semic, 1995
10. ↑  ”World Statesmen (läst 11 april 2011)”. http://www.worldstatesmen.org/Thailand.html.
11. ↑  ”Narkotika”. Arkiverad från originalet den 24 maj 2011. https://web.archive.org/web/20110524131828/http://members.fortunecity.com/simulatorsmusicsite/droger/narkotika.htm.
12. ↑  ”Nobelpriset”. https://www.nobelprize.org/prizes/lists/all-nobel-prizes/. Läst 10 april 2011.